# Alte Post (Neustrelitz)
Die Alte Post befindet sich in Neustrelitz in der Schloßstraße 12–13, der ehemaligen Residenzstadt der historischen Region Mecklenburg-Strelitz, heute eine Mittelstadt im Landkreis Mecklenburgische Seenplatte im Land Mecklenburg-Vorpommern. Die Alte Post ist heute ein kulturelles Zentrum und steht unter Denkmalschutz.

## Geschichte

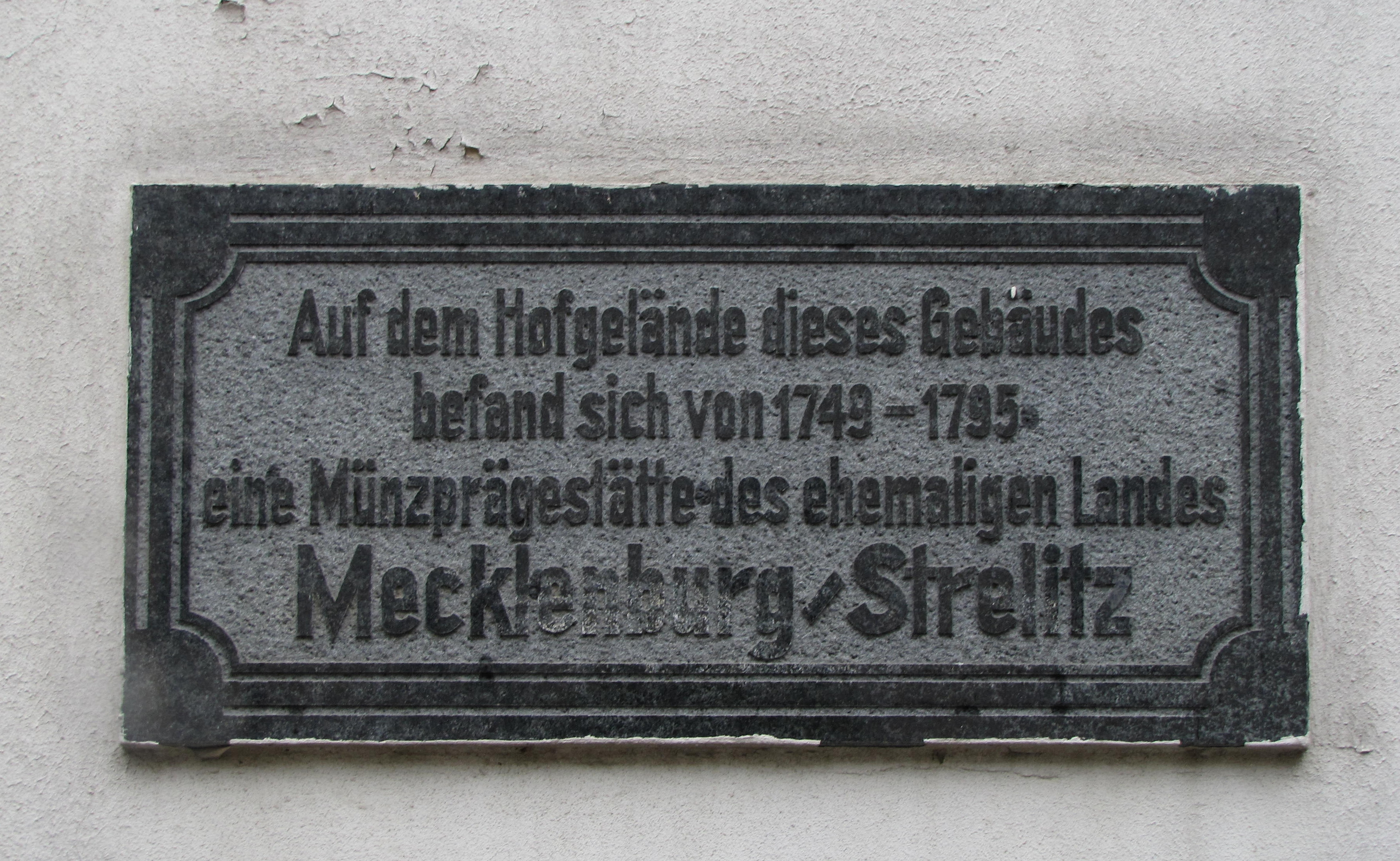
Gedenktafel zur Münzeprägestätte

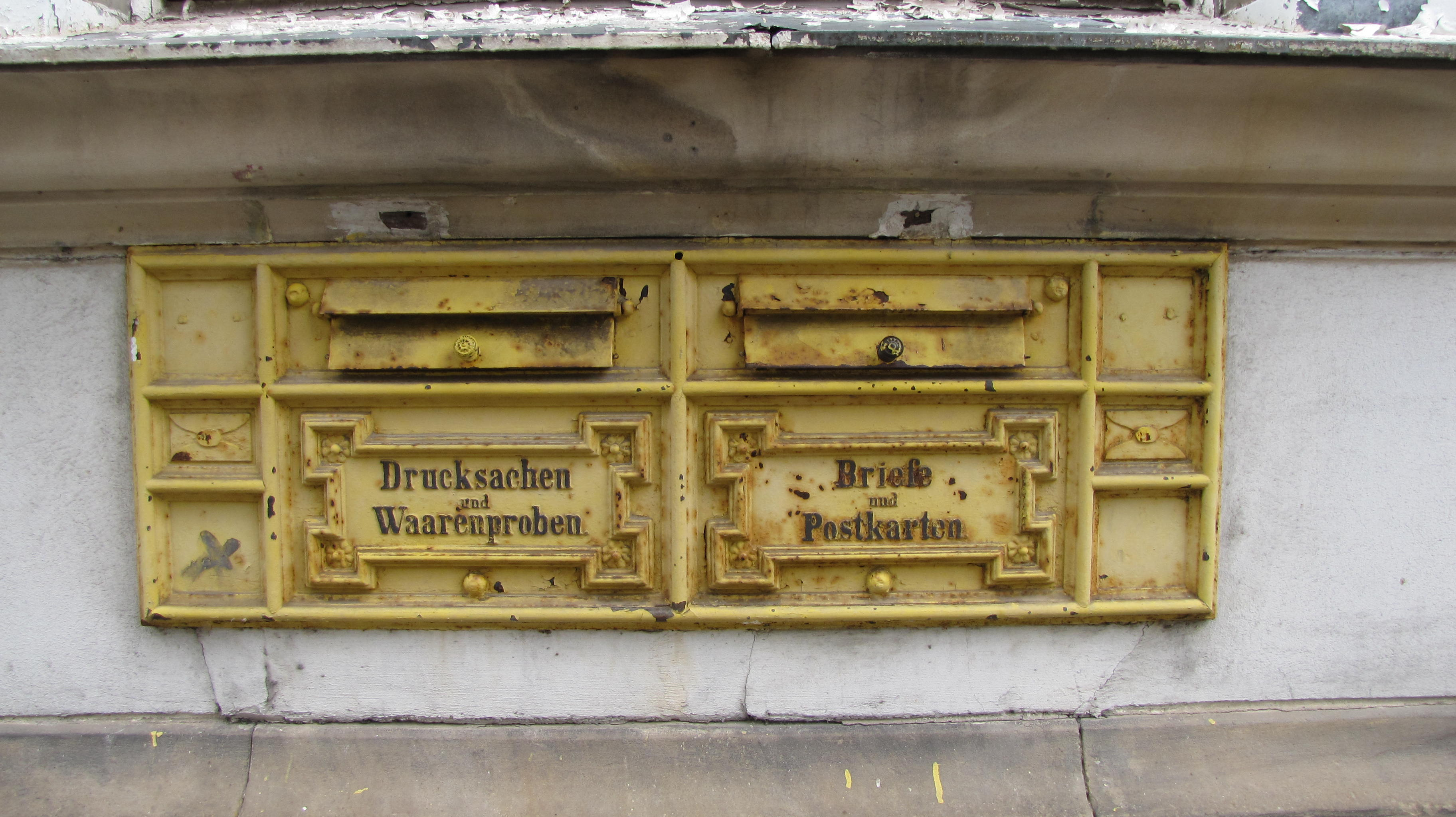
Historischer Wandbriefkasten

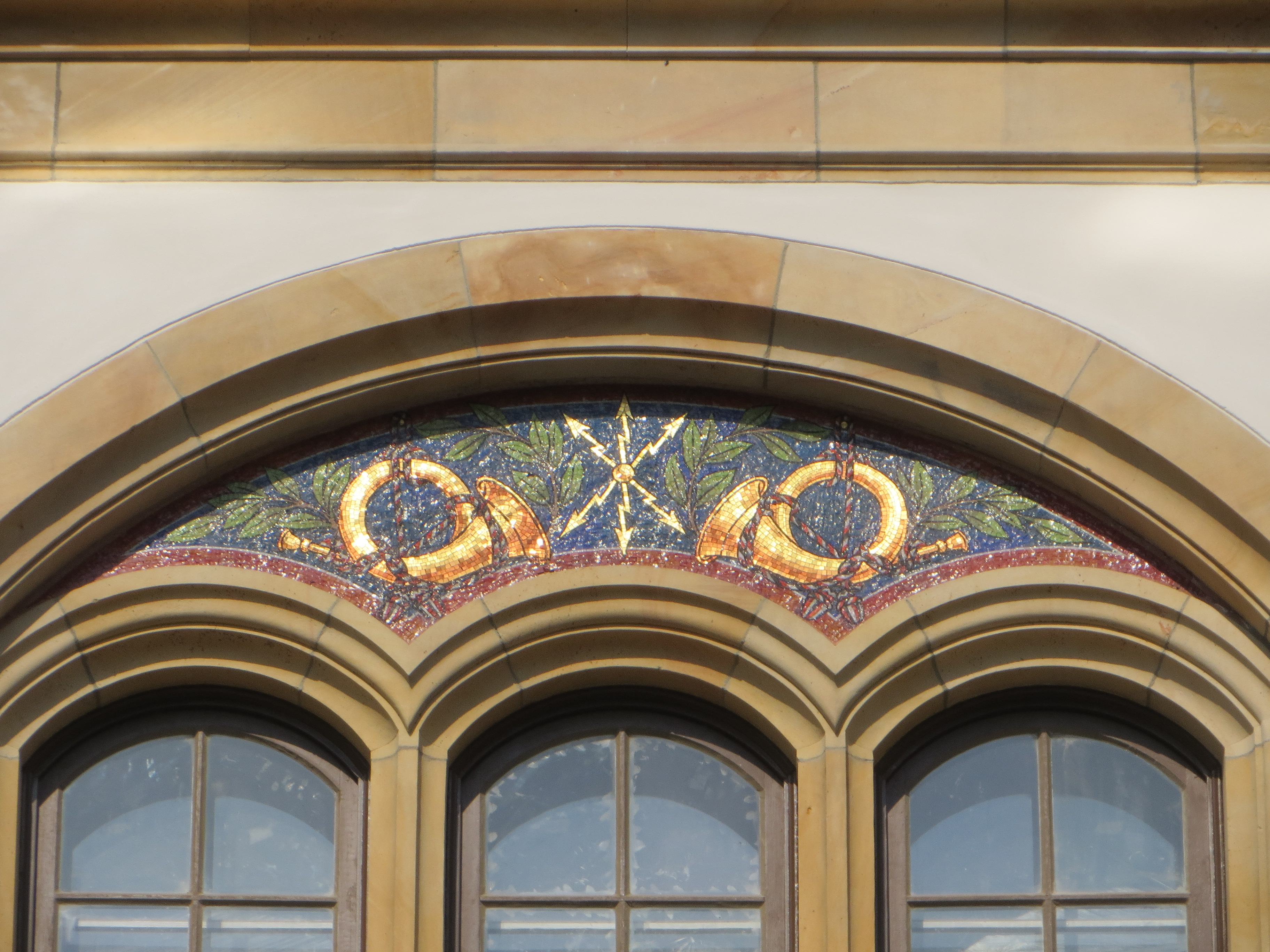
Fassadenschmuck

Das Großherzogtum Mecklenburg-Strelitz hatte den Personenverkehr in ähnlicher Weise wie die anderen deutschen Staaten organisiert. Die Post beförderte Reisende und Gepäck nicht selbst, sondern hatte diese Aufgabe gegen Bezahlung privaten Unternehmern – Posthaltereien übertragen. Denen oblag es, alle notwendigen Maßnahmen für die ordnungsgemäße, vor allem pünktliche Durchführung zu treffen, in erster Linie für die Pferde, Postillione und Wagen zu sorgen. Dies geschah bis etwa 1840.
Neustrelitz erhielt seine erste Postanstalt am 1. Januar 1740, der am 9. August 1815 der Name Hofpostamt beigelegt wurde. Diese Bezeichnung hob es aus der Reihe der insgesamt zehn Postanstalten des Landes heraus. Seine Bedeutung bestand in der Nähe zum großherzoglichen Hof und zum Sitz der Regierung. Es war als maßgebliche örtliche Instanz der Postverwaltung an vielen wichtigen Vorgängen beteiligt. Die Postämter hatten damals nur wenig Personal, beim Hofpostamt einen Postmeister (Postdirektor), einen Postsekretär, zwei Briefträger, ein/zwei Postschreiber und zusätzlich Postaspiranten (die nach einer Prüfung zu Postschreibern aufrücken konnten) und vielleicht noch die eine oder andere Hilfskraft. Postmeister Lingnau, ihm oblag die Leitung des Hofpostamtes über fünfzig Jahre von 1812 bis 1864 und damit in einer Zeit, die für das Postwesen im Großherzogtum entscheidend war. Er hat zu dessen Aufbau und Funktionieren maßgeblich beigetragen.
Der Gebäudekomplex in der Schloßstraße, die den zentralen Marktplatz und den Schlossbezirk verbindet, blickt auf eine lange Geschichte öffentlicher Nutzung zurück. Von 1748 bis 1795 befand sich im erhaltenen Hofgebäude der Nr. 12 die herzogliche Münze von Mecklenburg-Strelitz. 1869 wurde das Grundstück an den Norddeutschen Postbezirk, die Post- und Telegraphenverwaltung des 1867 gegründeten ersten deutschen Bundesstaates verkauft.
Nach der Gründung des Deutschen Reichs 1871, trat am 1. Januar 1872 das Gesetz über das Postwesen, das Posttaxwesen und die Postordnung der kaiserlichen Reichspost in Kraft. Für Neustrelitz war fortan, die 1868 gegründete Oberpostdirektion Schwerin zuständig, die 1898 auch das Nachbarhaus Nr. 13 erwarb.

## Gebäude
Zwischen 1899 und 1901 wurde auf diesen beiden Arealen ein von neoromanischen und neogotischen Architekturformen inspirierter Neubau errichtet als Kaiserliches Postamt und Postamt I. Classe, das gleichzeitig den Fernsprech- und Telegraphendienst wahrnahm. Der Bau ist ein elfachsiges zweigeschossiges Traufenhaus mit zwei Giebelrisaliten in der zweiten und zehnten Achse. An beiden Seiten gibt es eine zweiflügelige Eingangstür. Große Rundbogenfenster im Erdgeschoss, Stichbogen-Doppelfenster im Obergeschoss und Dreierfenster in den Risaliten gliedern die Hausfassade zur Schlossstraße. Beide Risalite sind über den Fenstern im ersten Obergeschoss mit Mosaiken geschmückt: Im linken sind in goldenen Lettern die Jahreszahlen 1899 bis 1901 zu lesen, über dem Fenster im rechten Giebelrisalit symbolisieren zwei goldene Posthörner das Postwesen und zwei Blitze das Telegrafen- bzw. Fernmeldewesen. 1928 wurde der Torweg verbreitert. 1933 erfolgte ein innerer Umbau, wovon aber die Schalterhalle nicht betroffen war.
Zum 3. Oktober 1990 wurde im Zuge der Deutschen Wiedervereinigung gemäß Artikel 27 des Einigungsvertrages die Deutsche Post mit der Deutschen Bundespost verschmolzen. Das Neustrelitzer Postamt wurde in die Deutsche Bundespost eingegliedert und nach der Privatisierung, seit 1995 der Deutsche Post AG zugehörig. Die Funktion des Post- und Fernmeldeamtes behielt das Gebäude bis 2000. Bis 2003 war hier noch der Zustellbereich untergebracht.
Die Stadt Neustrelitz hat 2008 durch Beschluss der Stadtvertreter das alte Postgebäude gekauft um es einer Weiternutzung zuzuführen. Nach umfassenden Umbau- und Sanierungsarbeiten wurde die Alte Post als ein kulturelles Zentrum der Stadt und der Region am 3. Oktober 2015 neu eröffnet.

## Heutige Nutzung

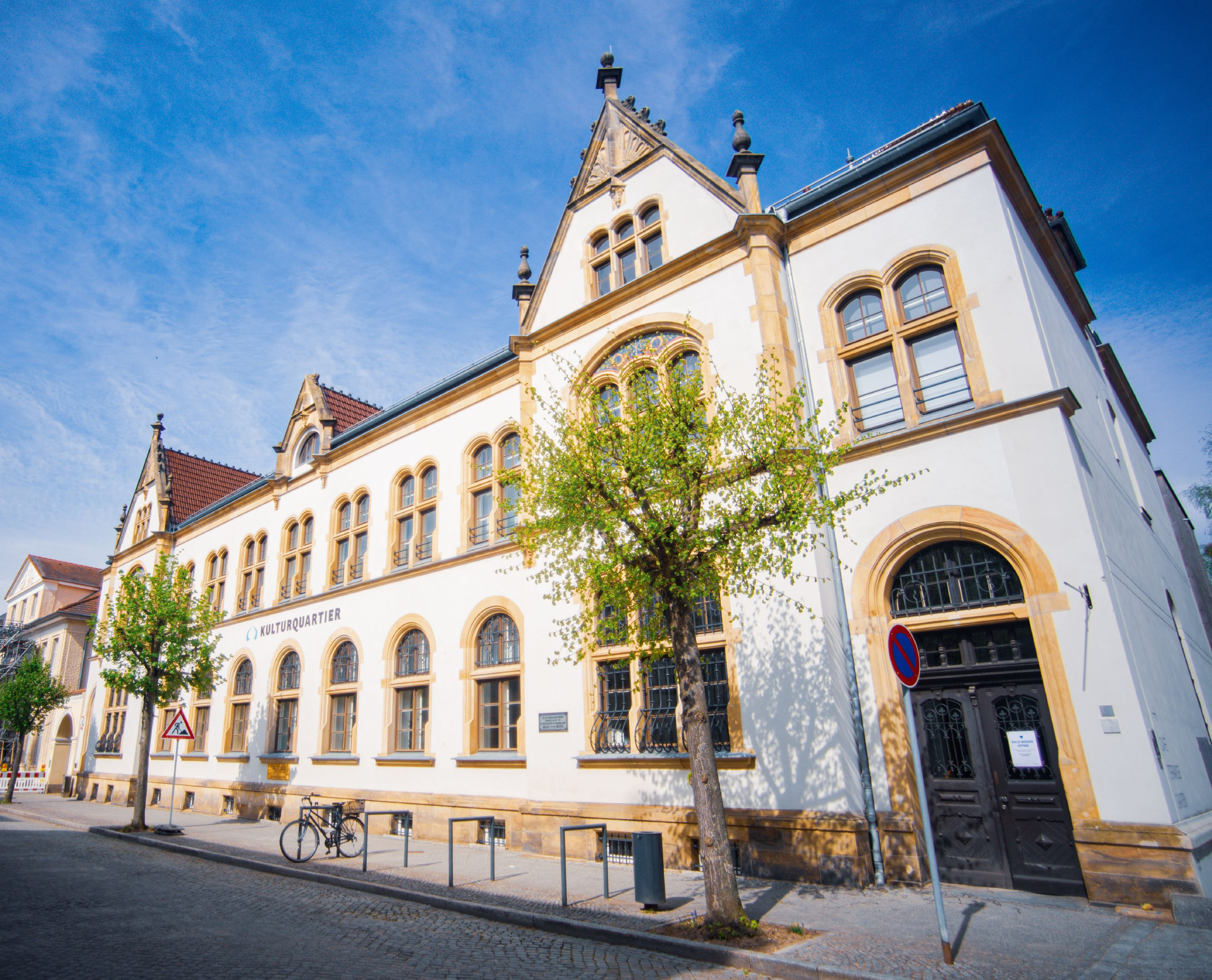
Kulturquartier im Ehemaligen Postamt, 2021

Im Gebäude sind das Museum der Stadt mit einer Dauerausstellung zur Geschichte von Mecklenburg-Strelitz, die Stadtbibliothek, die heimatkundliche Sammlung des Karbe-Wagner-Archivs sowie das Archiv des Landestheaters Neustrelitz untergebracht. Das Kulturquartier betreibt ein Café mit Terrasse.